# Svjetla pozornice (1952.)
Svjetla pozornice (eng. Limelight) je film  Charlesa Chaplina iz 1952. U glavnim ulogama se pojavljuju Chaplin, Claire Bloom i Buster Keaton. U sceni plesa, Bloom je zamijenila Melissa Hayden. Glazbeni broj skladao je Chaplin, dok ga je aranžirao Ray Rasch.

## Radnja
London, 1914., uoči početka  Prvog svjetskog rata. Calvero (Chaplin), jednom slavni kazališni klaun, sada neuspješni pijanac, spašava mladu plesačicu Terezu, alias Terry (Bloom), od samoubojstva. Pomažući joj da se oporavi, Calvero joj pomaže da ponovno stekne samopoštovanje i nastavi svoju plesačku karijeru. Čineći to, on ponovno stječe vlastitu samouvjerenost, ali njegov povratak da se vrati na staru slavu je manje uspješan. Terry kaže kako se želi udati za Calvera unatoč razlici u godinama, iako iskazuje prijateljstvo Nevilleu, mladom skladatelju za kojeg Calvero vjeruje da je bolji izbor za Terry. Kako bi im dao šansu, Calvero napušta dom i postaje ulični zabavljač. Terry, koja sada nastupa u vlastitoj predstavi, pronalazi Calvera i nagovara ga da se vrati na pozornicu za predstavu u njegovu čast. Vrativši se svojem starom partneru (Keaton), Calvero se vraća trijumfalnim nastupom, ali pretrpi srčani udar i umire u kulisi, samo nekoliko koraka od Terry, koja pleše na pozornici.

## Produkcija
Iako je film radnjom smješten u London, u cijelosti je snimljen u Hollywoodu, najviše u Chaplinovim studijima. Ulica u kojoj živi Calvero je preuređeni set studija Paramount, kazališna scena snimljena je u RKO-u, a neke eksterijerne scene su prikazi Londona. Većina glumaca su bili Britanci ili su govorili britanskim naglaskom, jedina iznimka je bio sami Chaplin, koji je desetljećima živio u  Sjedinjenim Državama. U filmu su nastupili i članovi Chaplinove obitelji, uključujući petero njegove djece i njegov polubrat Wheeler Dryden. Za ulogu Terry Chaplin je izabrao kazališnu glumicu Claire Bloom, što je bila njezina prva filmska uloga. Chaplin je svojim starijim sinovima rekao da je mislio kako će Svjetla pozornice biti njegov posljednji film. Većina ljudi koja je proučavala Chaplinov život pretpostavlja kako je njegov lik u ovom filmu temeljen na njegovu ocu Charlesu Chaplinu starijem koji je također izgubio svoju publiku i okrenuo se alkoholu, nakon čega je 1901. umro. U njegovoj autobiografiji iz 1964. i knjizi iz 1974., My Life in Pictures, međutim, Chaplin inzistira na tome da je Calvero temeljen na životu kazališnog glumca Franka Tierneyja. Ipak, Svjetla pozornice su snimljena u vrijeme kad je sam Chaplin počeo gubiti svoju publiku. Na mnogo načina film ostaje autobiografski.
Zajednički nastup Chaplina i  Bustera Keatona u glazbenom broju na kraju je povijesan jer je to prvi i jedini put da su dvojica nastupila zajedno. Chaplin isprva nije napisao ulogu za Keatona jer je mislio kako je premala za njega. Tako je bilo sve dok nije saznao kako Keaton prolazi kroz težak period (prije Svjetala pozornice, Keaton je prošao kroz katastrofalan brak, izgubio većinu imovine u razvodu, a rijetko se pojavljivao u filmovima), pa ga je Chaplin odlučio angažirati. Ostale su glasine, koje su širili obožavatelji dvojice komičara, da je Keaton odigrao tako superiornu izvedbu da je ljubomorni Chaplin izrezao njegove scene kako ga ne bi zasjenio njegov rival. Bliski Chaplinov suradnik je tvrdio da, ne samo da se Chaplin nije osjećao ugroženim, nego je izrezao neke svoje scene i produžio Keatonov dio. Prema Keatonovu biografu, Rudiju Bleshu, Chaplin je popustio u svom zloglasnom krutom redateljskom stilu, kako bi dao Keatonu prostora za improvizaciju u ovoj sekvenci. Keatonova udovica Eleanor je tvrdila da je Buster bio oduševljen svojim nastupom u filmu te da je vjerovao da je glasine proširio njegov poslovni partner Raymond Rohouer. Chaplinov sin Sydney, koji se također pojavio u filmu, rekao je da su neke od Keatonovih najboljih scena izrezane (u što nije vjerovao) jer fabula nije nije dopuštala da se sporedni glumac odjednom pojavi na pozornici i zasjeni povratak Chaplinova lika.

## Kritike
Dok je bio na turneji po  Britaniji kako bi promovirao film, Chaplin je saznao da su mu odbili molbu za povratnu vizu za SAD zbog njegovih navodnih  komunističkih simpatija. Kao sol na ranu došla je zabrana prikazivanja filma u SAD-u. Zabrana filma bila je ironična jer je to najapolitičniji Chaplinov film iz tog perioda. Dijelom je za to zaslužan njegov prethodni film, Gospodin Verdoux (1947.), koji je bio crna komedija kojom je kritizirao kapitalizam. Film je u Americi prikazan tek 1972., a Chaplin, Larry Russell i Ray Rasch nagrađeni su Oscarom za najbolji originalni dramski glazbeni broj. Akademija je nakon toga promijenila pravila kako bi spriječila nagrađivanje filmova starijih od dvije godine.
Svjetla pozornice su jedan od Chaplinovih najmanje poznatih filmova, ali je jedan od najautobiografskijih te pruža uvid u njegovu osobnost i karijeru. Njegova vlastita karijera počela je 1914., a u priči o vremešnom zabavljaču koji gleda nazad na svoju slavnu karijeru Chaplin se vjerojatno suočava sa strahom da će i on jednom biti zaboravljen. Značajno je napomenuti da je na izblijedjelim posterima na Calverovu zidu on opisan kao "komičar skitnica", a zaista, u nekim kazališnim nastupima u filmu se jasno vidi da je njegova odjeća varijacija one Chaplinove Skitnice. Film je snimljen u vrijeme kad je Chaplin gubio svoju publiku, jasna paralela s Calverovim iskustvom u filmu. Priča o Terry - koja je mlada ostala siroče, dok je njezina sestra bila prisiljena prostitutirati se - također ima sličnosti s Chaplinovom majkom. Priča o starijem muškarcu i mlađoj ženi koji se zaljubljuju i inspriraju jedno drugo, podsjeća na Chaplinov brak s Oonom O'Neill.

## Vanjske poveznice
- Svjetla pozornice u internetskoj bazi filmova IMDb-a